# مسعود نقاش‌زاده
مسعود نقاش‌زاده (زادهٔ ۱۳۴۴، شیراز) کارگردان، مدرس دانشگاه و دبیر چهلمین دوره جشنواره فیلم فجر و دارای دکترای پژوهش هنر با گرایش سینما است.

## سوابق و داوری جشنواره
- معاون آموزش و پژوهش خانه سینما
- معاون پژوهشی دانشگاه صدا و سیما
- معاون تولید و مشاور عالی مرکز سیما فیلم
- معاون تأمین و تولید مؤسسهٔ رسانه‌های تصویری
- داور بخش بین‌الملل جشنوارهٔ فیلم رشد (۱۳۸۶)
- داور اولین، دومین و سومین جشنوارهٔ تلویزیونی جام جم (۱۳۹۲–۱۳۹۰)
- داور سیزدهمین جشنوارهٔ بین‌المللی فیلم مقاومت (۱۳۹۳)
- دبیر چهلمین جشنوارهٔ فیلم فجر (۱۴۰۰)

## فیلم‌شناسی

### کارگردان
- کودک و فرشته

### برنامه‌ریز
- دیدار

### دستیار کارگردان
- روز فرشته